# Magyarfalu (Malackai járás)
Magyarfalu (szlovákul Záhorská Ves) község Szlovákiában, a Pozsonyi kerületben, a Malackai járásban.

## Fekvése
Malackától 15 km-re délnyugatra, a Morva bal partján, az osztrák határ mentén fekszik.

## Története
1301-ben említik először. 1848 késő őszén Kosztolányi Mór dandárja lerombolta a falu hídját.
Vályi András szerint "MAGYARFALVA. Ungeraden. Uherszka Vesz. Tót falu Posony Várm. földes Ura G. Pálfy Uraság, lakosai katolikusok, fekszik hegyek között, Morava vize partyán, harmintzadja is van, határja 2 nyomásbéli, búzát, gabonát, és árpát leg inkább terem, réttyei jók, szőleje, zabja nints, erdője van, piatza N. Lévárdon."
Fényes Elek szerint "Magyarfalva (Uherszka Wesz), tót falu, Poson vmegyében, a Morva vize mellett, ut. p. Stomfához 2 1/2 mfd. Lakja 78 kath., 78 zsidó. Van itt egy kath. paroch. templom. Harminczad, nagy urasági majorság, és tehenészet, szép vadakkal bővölködő erdő. Határa róna, homokos, de termékeny; rétjei igen jók. F. u. gr. Pálffy család."

## Népessége
| Év:            | 1994. | 2004.    | 2014.    | 2024.   |
| -------------- | ----- | -------- | -------- | ------- |
| Emberek száma: | 1455  | 1625     | 1825     | 1882    |
| Eltérés:       |       | +11,68 % | +12,30 % | +3,12 % |

| Év:            | 2023. | 2024.   |
| -------------- | ----- | ------- |
| Emberek száma: | 1854  | 1882    |
| Eltérés:       |       | +1,51 % |

1880-ban 1865 lakosából 1226 szlovák, 209 német, 6 magyar, 8 egyéb anyanyelvű, és 338 idegen, valamint 78 csecsemő volt. Ebből 1709 római katolikus, 148 zsidó és 8 evangélikus vallású.
1910-ben 2530 lakosából 1940 szlovák, 142 német, 104 magyar és 344 egyéb anyanyelvű volt.
2011-ben 1769 lakosából 1636 szlovák, 17 cigány, 14 cseh, 6 magyar, 5 egyéb, 4 morva, 2 lengyel, 1-1 ruszin, ukrán, német, horvát és zsidó, illetve 80 ismeretlen nemzetiségű.